# Regierung Syse
Das Kabinett Syse bildete vom 16. Oktober 1989 bis zum 3. November 1990 die Regierung des Königreiches Norwegen und wurde von Ministerpräsident Jan Peder Syse (H) geführt. Es handelte sich um eine Minderheitsregierung, die im Anschluss an die Stortingswahl 1989 gebildet wurde. Sie löste die Regierung Brundtland II ab, wurde aber bereits ein Jahr später durch ein Misstrauensvotum im Zusammenhang mit der Mitgliedschaft Norwegens im Europäischen Wirtschaftsraum gestürzt. Die Regierung Brundtland III trat die Nachfolge an.
| Ressort | Minister             | Amtszeit                            | Partei               |
| --- | -------------------- | ----------------------------------- | -------------------- |
| Ministerpräsident | Jan Peder Syse       |                                     | Høyre                |
| Äußeres | Kjell Magne Bondevik |                                     | Kristelig Folkeparti |
| Handel und Schifffahrt im Außenministerium | Kaci Kullmann Five   |                                     | Høyre                |
| Entwicklungshilfe ab 1. Januar 1990 im Außenministerium | Tom Vraalsen         |                                     | Senterpartiet        |
| Finanzen | Arne Skauge          |                                     | Høyre                |
| Justiz und Polizei | Else Bugge Fougner   |                                     | Høyre                |
| Erdöl und Energie | Eivind Reiten        |                                     | Senterpartiet        |
| Verteidigung | Per Ditlev-Simonsen  |                                     | Høyre                |
| Kultur und Wissenschaft bis 31. Dezember 1989 Kirche und Kultur ab 1. Januar 1990                                                                            | Eleonore Bjartveit   |                                     | Kristelig Folkeparti |
| Kirche und Unterricht bis 31. Dezember 1989 Ausbildung ab 1. Januar 1990                                                                                     | Einar Steensnæs      |                                     | Kristelig Folkeparti |
| Umweltschutz | Kristin Hille Valla  |                                     | Senterpartiet        |
| Kommunen und Arbeit bis 2. November 1989 Kommunen und Arbeit (Ressort Kommunen) ab 2. November 1989 Kommunen ab 1. Januar 1990                               | Johan J. Jakobsen    |                                     | Senterpartiet        |
| Kommunen und Arbeit (Ressort Arbeit) 2. Nov. 1989 bis 1. Jan. 1990 Arbeit und Verwaltung ab 1. Januar 1990                                                   | Kristin Clemet       | ab 2. November 1989                 | Høyre                |
| Verbraucher und Verwaltung (Ressort Verwaltung) | Kristin Clemet       | 2. November 1989 bis 1. Januar 1990 | Høyre                |
| Verbraucher und Verwaltung bis 2. November 1989 Verbraucher und Verwaltung (Ressort Verbraucher) bis 31. Dez. 1989 Familie und Verbraucher ab 1. Januar 1990 | Solveig Sollie       |                                     | Kristelig Folkeparti |
| Landwirtschaft | Anne Petrea Vik      |                                     | Senterpartiet        |
| Fischerei | Svein Munkejord      |                                     | Høyre                |
| Soziales | Wenche Frogn Sellæg  |                                     | Høyre                |
| Wirtschaft | Petter Thomassen     |                                     | Høyre                |
| Verkehr und Kommunikation | Lars Gunnar Lie      |                                     | Kristelig Folkeparti |